# Игнотус

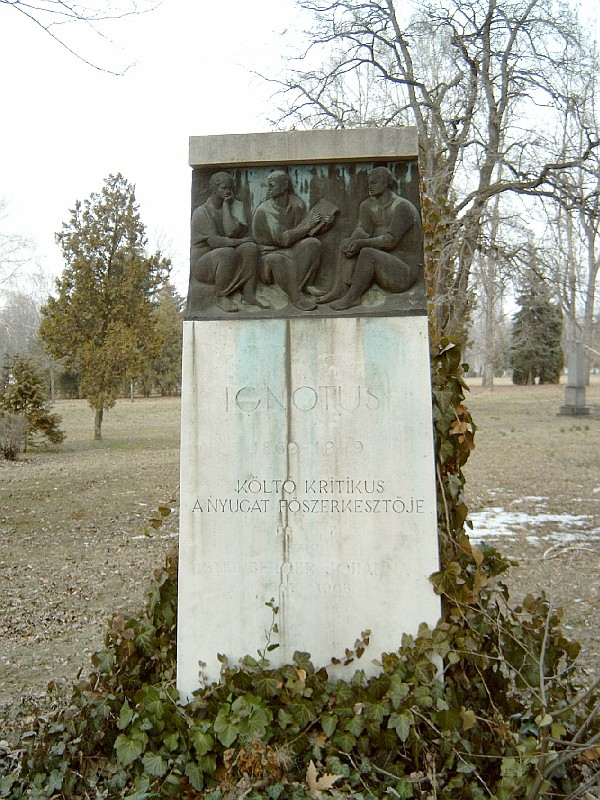
Памятник на могиле Игнотуса на кладбище Керепеши в Будапеште

Гуго Игнотус (литературный псевдоним Гуго Файгельсберга) (венг. Hugó Ignotus; 2 ноября 1869, Пешт — 3 августа 1949, Будапешт) — венгерский писатель, поэт, редактор, публицист. Доктор наук. Один из самых выдающихся литературных критиков Венгрии.

## Биография
Родился в немецкоязычной еврейской семье. Его отец Лео Файгельсберг был главным редактором венгерской газеты Pester Lloyd (на немецком языке). Изучал право, стал юристом. Получил докторскую степень в Будапештском университете, занялся журналистикой. Сотрудничал с рядом газет (A Hét , Magyar Hírlap). Совершил поездки по Германии, Турции, Балканам и США. В 1906 году был одним из соучредителей журнала «Szerda» .
В 1908 году был в числе основателей литературного журнала «Nyugat» и был его главным редактором с 1908 по 1929 год.
Во время Первой мировой войны был в числе пацифистов, поддерживал политику монархии. После Венгерской революции 1919 года ему была доверена политическая работа за границей, в связи с чем он долгое время не мог вернуться в Венгрию после победы контрреволюции. Развернул за границей широкую журналистскую деятельность.
После аншлюса в 1938 году бежал из Вены через Будапешт в Лондон, откуда в 1941 году отправился в США. В 1948 году вернулся в Венгрию неизлечимо больным.
Умер в 1949 году. Похоронен на кладбище Керепеши.

## Творчество
В 1891 году вышел его первый роман в стихах «Горести Шлемиля», написанный под сильным влиянием Гейне. Стихи эти проникнуты ироническим отношением к самому себе, сочетающимся со скептицизмом и чувственным жизнеощущением.
Впоследствии он перешёл к критической работе, которая занимала первое место в его литературной деятельности. В 1890-х годах, в противовес националистическим мелкобуржуазным устремлениям венгерской литературы, Игнорус стал поборником натуралистического и реалистического направления. В основе его критических работ лежит теория «Искусство ради искусства», из которой он делает самые крайние выводы. Игнорус горячо поддерживал все новые течения, и когда в начале XX века в Венгрии разгорелась ожесточенная полемика между литературными группировками ультранатурализма, символизма и экспрессионизма и старыми направлениями, он стал главным редактором органа «молодых» — «Der Westen».
Известность ему принесли сборники статей «За чтением» (1906), «Опыты» (1910) и др.

## Избранные публикации
- A Slemil keservei (1891)
- Vallomások (1895)
- Verse (1895)
- Változatok a G-húron (1902)
- A Hét szakácskönyve (1902)
- Legteljesebb legyező- és virágnyelv (1905)
- Olvasás közben jegyzetek és megjegyzések (1906)
- Feljegyzések (1909)
- Kísérletek cikkek és képek (1910)
- Színházi dolgok (1912)
- Egy év történelem jegyzetek 1914 tavaszától 1915 nyaráig (1916)
- Egy év halál jegyzetek 1914 tavaszától 1915 nyaráig (1916)
- Ignotus verseiből (1918)
- Ignotus novelláiból (1918)
- Olvasás közben új folyam újságcikkek 1913 és 1921 körül (1922)
- L’amour. Ses joies. Ses amertumes. Son rôle social (1927)
- A Nyugat útja (1930)
- Ignotus válogatott írásai. Versek, novellák (1969).

## Награды
- Премия Pro Arte
- Премия имени Баумгартена (1949)